# Wilhelm Maybach
August Wilhelm Maybach (Heilbronn, 9 de fevereiro de 1846 — Estugarda, Cannstatt, 29 de dezembro de 1929) foi um engenheiro de automóveis e empresário alemão.
Como diretor técnico da empresa alemã Daimler-Motoren-Gesellschaft participou, junto com Gottlieb Daimler, no desenvolvimento do primeiro motor quatro tempos. Em 1886 Wilhelm Maybach e Gottlieb Daimler patentearam a primeira motocicleta, construída e testada em 1885 e, em 1886, construíram a primeira adaptação da carruagem para o transporte automóvel. 

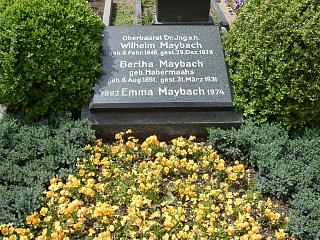
Sepultura no Uff-Kirchhof

Em 1909 fundou a empresa automobilística Maybach, hoje uma marca de luxo que pertence à Daimler AG.
Em 1996 foi incluído no Automotive Hall of Fame.
Sepultado no Uff-Kirchhof em Stuttgart.